# Grand Prix d'été de combiné nordique 2013
Navigation
2012 2014
L'édition 2013 du Grand Prix d'été de combiné nordique s'est déroulée fin août 2013. Il a été remporté par deux coureurs ex æquo : l'autrichien Bernhard Gruber et le japonais Akito Watabe.
Les épreuves ont commencé à Oberwiesenthal, en Allemagne, se sont poursuivies à Villach, en Autriche, pour s'achever en Allemagne, à Oberstdorf.

## Classements finaux

### Classement individuel
| Rang | Coureur           | Points |
| ---- | ----------------- | ------ |
| 01.  | Akito Watabe      | 290    |
|      | Bernhard Gruber   | 290    |
| 03.  | Johannes Rydzek   | 246    |
| 04.  | Jan Schmid        | 200    |
| 05.  | Håvard Klemetsen  | 197    |
| 06.  | Björn Kircheisen  | 165    |
| 07.  | Miroslav Dvořák   | 123    |
| 08.  | Eric Frenzel      | 117    |
| 09.  | Magnus Moan       | 108    |
| 10.  | Ilkka Herola      | 106    |
| 11.  | Alessandro Pittin | 092    |
| 12.  | Tim Hug           | 081    |
| 13.  | Fabian Rießle     | 077    |
| 14.  | Taihei Katō       | 068    |

| Rang | Coureur         | Points |
| ---- | --------------- | ------ |
| 15.  | Manuel Faißt    | 065    |
| 16.  | Gašper Berlot   | 058    |
| 17.  | Mario Seidl     | 053    |
| 18.  | Marjan Jelenko  | 053    |
| 19.  | Janne Ryynänen  | 048    |
| 20.  | Armin Bauer     | 042    |
|      | Yūsuke Minato   | 042    |
| 22.  | David Pommer    | 036    |
| 23.  | Tomáš Slavík    | 029    |
| 24.  | Tobias Haug     | 028    |
| 25.  | Bryan Fletcher  | 027    |
| 26.  | Mikko Kokslien  | 026    |
|      | Taylor Fletcher | 026    |
|      | Harald Lemmerer | 026    |

| Rang | Coureur            | Points |
| ---- | ------------------ | ------ |
| 29.  | Hideaki Nagai      | 025    |
| 30.  | Christoph Bieler   | 020    |
| 31.  | Wolfgang Bösl      | 016    |
| 32.  | Szczepan Kupczak   | 013    |
|      | Tomas Portyk       | 013    |
| 34.  | Paweł Słowiok      | 010    |
| 35.  | Samuel Costa       | 009    |
| 36.  | Lukas Klapfer      | 008    |
| 37.  | Bill Demong        | 007    |
|      | Alexander Brandner | 007    |
| 39.  | Tomaz Druml        | 002    |
| 40.  | Tino Edelmann      | 001    |
|      | Johannes Wasel     | 001    |

### Coupe des nations
| Rang | Nation     | Points |
| ---- | ---------- | ------ |
| 01.  | Allemagne  | 0902   |
| 02.  | Autriche   | 0672   |
| 03.  | Norvège    | 0671   |
| 04.  | Japon      | 0575   |
| 05.  | Tchéquie   | 0225   |
| 06.  | Italie     | 0213   |
| 07.  | Slovénie   | 0201   |
| 08.  | Finlande   | 0154   |
| 09.  | Suisse     | 0081   |
| 10.  | États-Unis | 0060   |
| 11.  | Pologne    | 0023   |

## Résultats
| 1. Oberwiesenthal |                                       |                                                |                                       |                                             |                                    |
| Date              | Épreuve                               | Vainqueur                                      | Deuxième                              | Troisième                                   | Leader du Grand Prix               |
| 24 août 2013      | Sprint par équipes HS106 – 2 × 7,5 km | Autriche I- Christoph Bieler - Bernhard Gruber | Japon I- Akito Watabe - Yūsuke Minato | Allemagne I- Eric Frenzel - Johannes Rydzek | Non attribué : épreuve par équipes |
| 25 août 2013      | Épreuve individuelle HS106 – 10 km    | Akito Watabe                                   | Miroslav Dvořák                       | Johannes Rydzek                             | Akito Watabe                       |
| 2. Villach        |                                       |                                                |                                       |                                             |                                    |
| 28 août 2013      | Épreuve individuelle HS98 – 10 km     | Håvard Klemetsen                               | Bernhard Gruber                       | Jan Schmid                                  | Akito Watabe                       |
| 3. Oberstdorf     |                                       |                                                |                                       |                                             |                                    |
| 30 août 2013      | Épreuve individuelle HS137 – 10 km    | Bernhard Gruber                                | Jan Schmid                            | Akito Watabe                                | Bernhard Gruber                    |
| 31 août 2013      | Épreuve individuelle HS137 – 15 km    | Johannes Rydzek                                | Akito Watabe                          | Bernhard Gruber                             | Akito Watabe Bernhard Gruber       |